# Verwarnung (Recht)

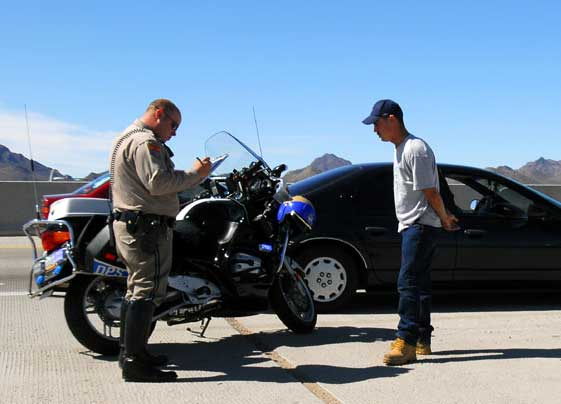
Polizeivollzugsbeamter beim Ausstellen einer Verwarnung mit Zahlungsaufforderung

„Strafzettel“ wegen Benutzung des öffentlichen Verkehrsraumes ohne gültige Abgasuntersuchung

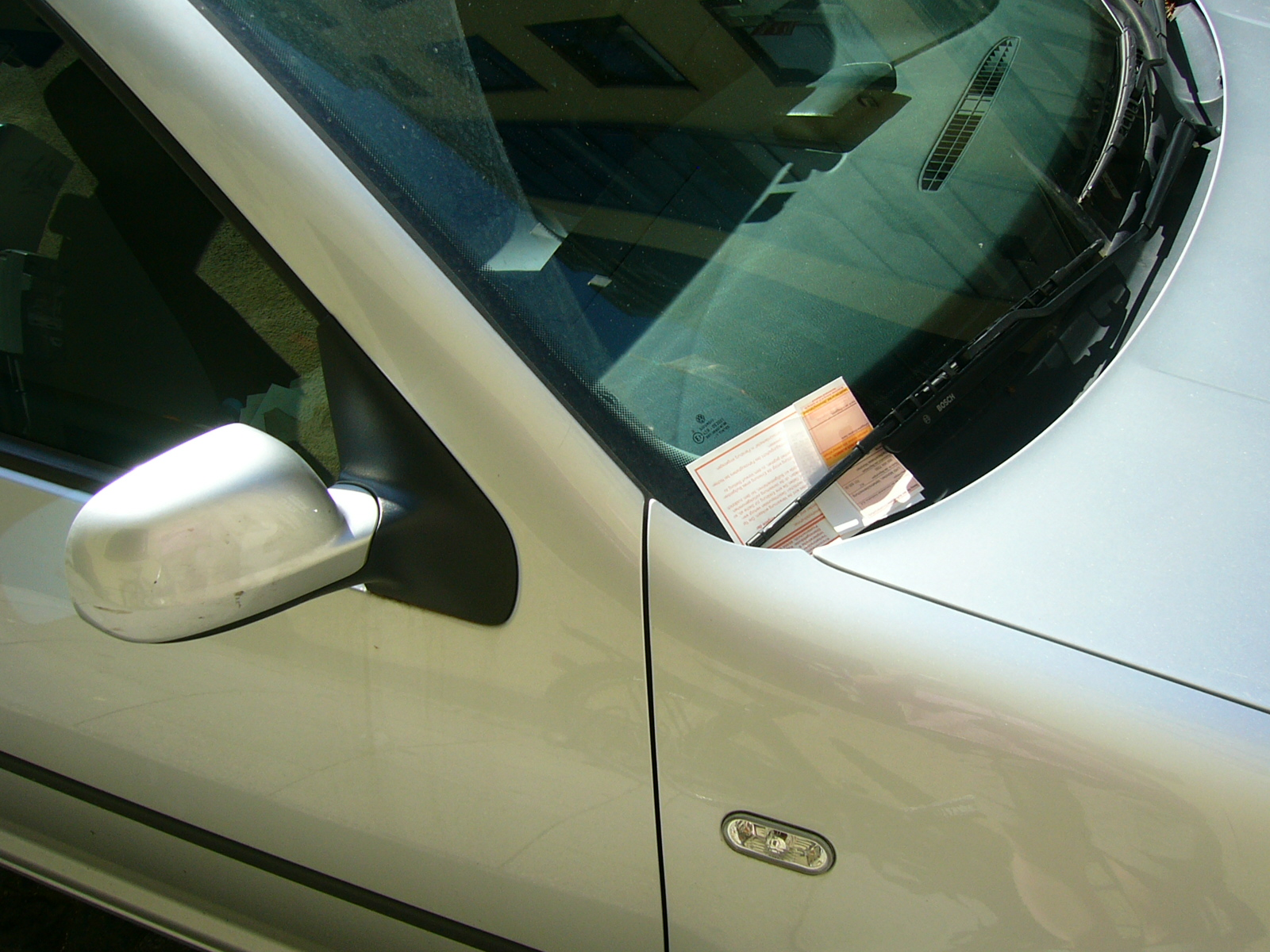
Pkw mit „Strafzettel“

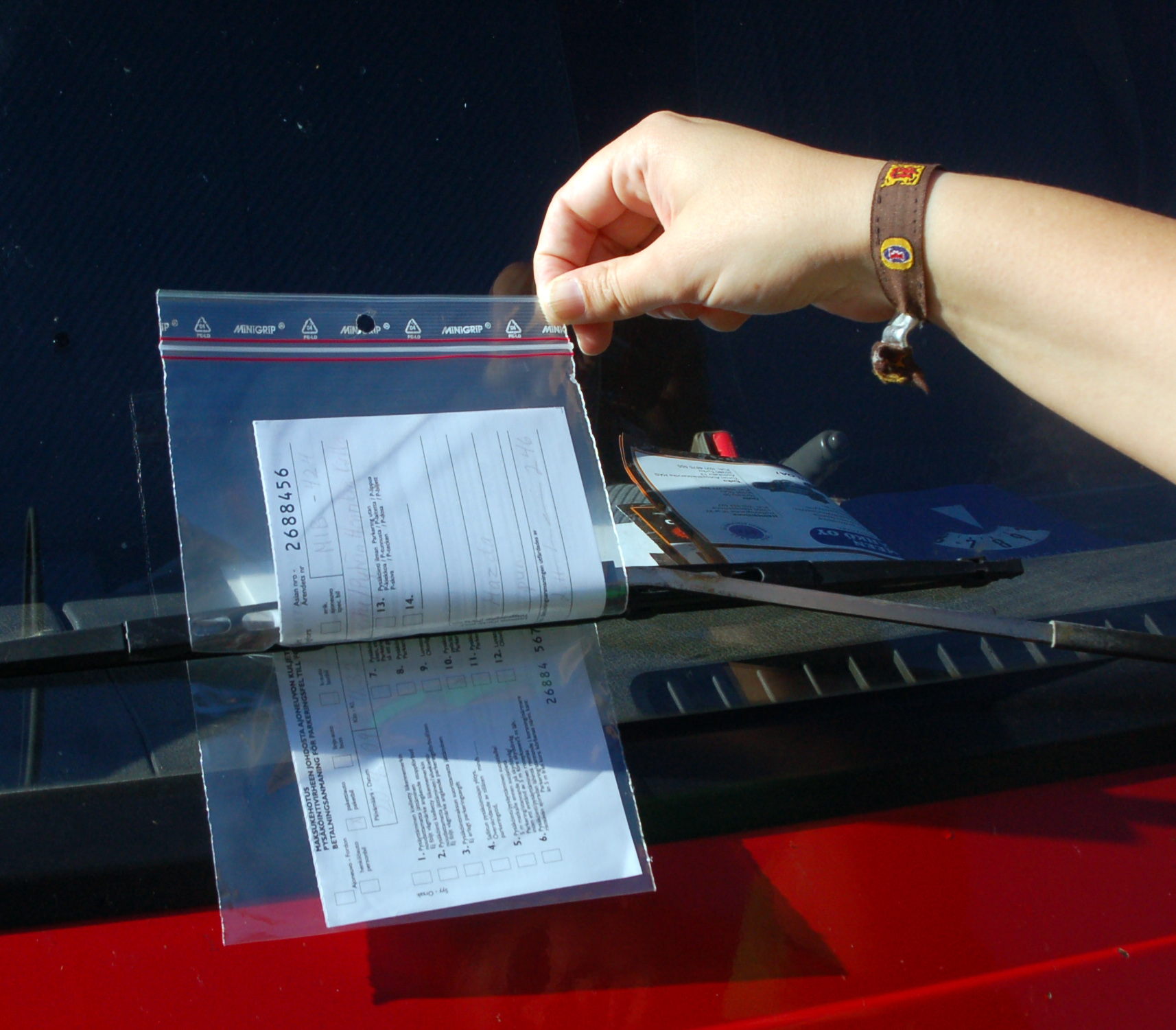
In Finnland werden Strafzettel immer vor Witterungseinflüssen geschützt eingetütet angeklemmt.

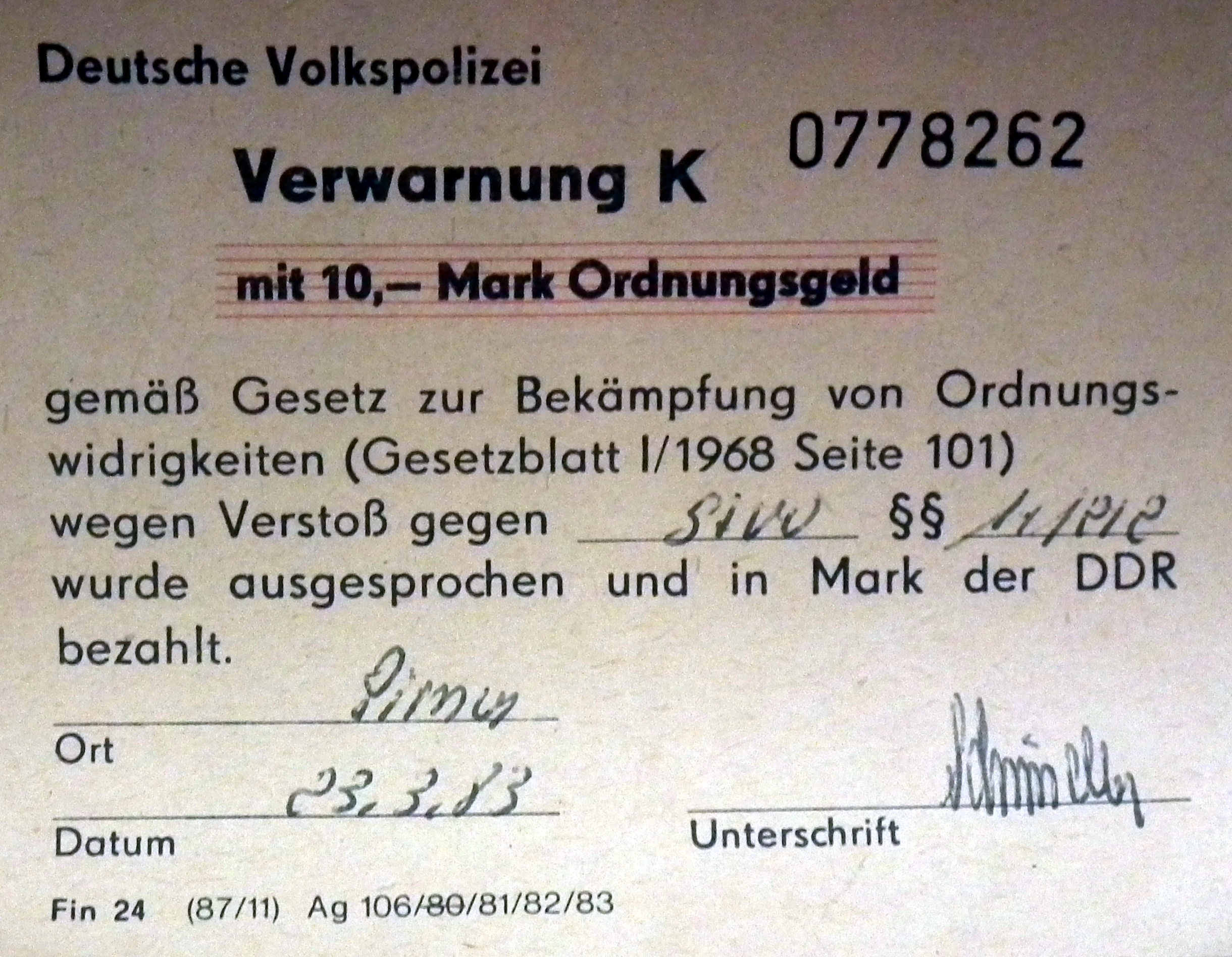
Verwarnung durch die Deutsche Volkspolizei in der DDR

Eine Verwarnung ist eine Ahndung von geringfügigen Ordnungswidrigkeiten nach §§ 56 ff. des deutschen Gesetzes über Ordnungswidrigkeiten (OWiG). Sie kann mit oder ohne Erhebung eines Verwarnungsgeldes verbunden sein (§ 56 OWiG). Sie kann mündlich oder schriftlich erfolgen.
Die schriftliche Verwarnung, insbesondere im Straßenverkehrsrecht, ist fast immer mit einer Zahlungsaufforderung zwischen 5 und 55 Euro verbunden.
Ordnungswidrigkeiten des ruhenden Verkehrs bei abwesendem Halter bzw. Fahrer können durch einen Hinweiszettel kenntlich gemacht werden, der am Fahrzeug angebracht wird – die schriftliche Verwarnung folgt in der Regel auf dem Postweg. Umgangssprachlich werden diese Hinweiszettel je nach Region auch Strafzettel, Protokoll oder Knöllchen genannt.

## Schriftliche Verwarnungen
Bei der schriftlichen Verwarnung gibt es zwei Möglichkeiten:
- Zahlung per Überweisungsträger
- Zahlung vor Ort auf der Behörde

Lehnt der Betroffene eine Verwarnung ab oder zahlt er den Betrag nicht innerhalb der vorgeschriebenen Wochenfrist, wird über den Vorwurf der Ordnungswidrigkeit im Rahmen eines förmlichen Bußgeldverfahrens entschieden. Es wird dann in der Regel ein Bußgeldbescheid erlassen, der zusätzlich mit Gebühren und Auslagen verbunden ist. Bei Halt- und Parkverstößen (im ruhenden Verkehr), bei denen der Fahrzeugführer (Täter) nicht ermittelt werden kann, besteht auch eine Kostentragungspflicht für den Kfz-Halter nach § 25a StVG (gelegentlich auch „Halterhaftung“). Mit der vollständigen und fristgerechten Zahlung des Verwarnungsgeldes ist die Verwarnung wirksam und das Verfahren abgeschlossen. Sie kann nachträglich nicht mehr unter den rechtlichen und tatsächlichen Gesichtspunkten durch die Verwaltungsbehörde oder die Gerichtsbarkeit überprüft werden.

## Verfolgungshindernis
Eine wirksam erteilte Verwarnung mit Festsetzung eines Verwarnungsgeldes stellt ein Verfolgungshindernis für ein Bußgeldverfahren wegen der mit der Verwarnung geahndeten Tathandlung dar. Eine Verwarnung ohne Verwarnungsgeld stellt kein Verfolgungshindernis für die Verfolgungsbehörde dar (§ 56 Abs. 4, Abs. 1 Satz 1 OWiG).

## Verfolgungsbehörde
Die Verfolgungsbehörden sind, soweit sie nicht in den jeweiligen Gesetzen festgelegt sind (z. B. bei Verstößen gegen das Außenwirtschaftsrecht die Strafsachenstellen der nach HZAZustVO zuständigen Hauptzollämter), in entsprechenden Zuständigkeitsverordnungen der Bundesländer festgelegt (z. B. in Baden-Württemberg die Verordnung der Landesregierung über
Zuständigkeiten nach dem Gesetz über Ordnungswidrigkeiten (OWiZuVO) oder in Bayern die Verordnung über die Zuständigkeiten im Ordnungswidrigkeitenrecht – ZuVOWiG). Die Ahndung von Verkehrsordnungswidrigkeiten mit Verwarnungsgeld werden in der Regel
1. in Fällen des fließenden Verkehrs von der zuständigen Polizeibehörde (§ 57 OWiG) und
2. in Fällen des ruhenden Verkehrs auch von der Gemeindebehörde vorgenommen.

Verwarnungen mit Verwarnungsgeld-Zahlungsaufforderungen sind keine gebührenpflichtigen Verwarnungen, da sie nicht zum Kostenrecht zählen.